# Steve Lukather Signature
La Steve Lukather Signature o Luke è una chitarra prodotta dalla Music Man dal 1993 e realizzata su specifiche dettate da Steve Lukather, detto appunto "Luke", noto musicista membro dei Toto.

## Caratteristiche
La chitarra è equipaggiata con tre pick-up attivi, costruiti dalla EMG con magneti in alnico, due single coil SLV riavvolti su specifiche del musicista e un humbucker '85 al ponte. I tre pick-up sono caratterizzati da suoni molto definiti e privi di rumore di fondo.

Quanto al ponte, sul primo modello era montato un tremolo Floyd Rose, con una notevole escursione e stabilità generale per quanto riguarda l'accordatura.

Successivamente, Lukather e quindi la Music Man hanno optato per un tremolo di tipo vintage, in modo da compensare la forte propensione ai suoni moderni dei pickup EMG e rendere lo strumento maggiormente duttile e versatile per ogni situazione sonora .
La Music Man "Luke" può essere richiesta con varie opzioni di colore (paletta in tinta col corpo).